# E-mu Emulator
L'Emulator és un model de sampler creat per la marca nord-americana E-mu. El seu llançament data de 1980. La seva importància resideix en el fet d'haver estat el primer sampler disponible a un preu moderadament accessible, en una època en què els únics instruments amb aquestes característiques eren el Fairlight CMI i el Synclavier, tots dos amb preus prohibitius.

## Història
Dave Rossum i Scott Wedge, els fundadors d'E-mu, van crear un sintetitzador modular anomenat Audity; però el seu elevat cost va fer que Rossum i Wedge decidissin de canviar l'orientació de la marca. La seva empresa havia creat sistemes propis com un teclat polifònic (disseny implantat al sintetitzador Prophet 5), i després de descobrir el Fairlight CMI a una fira d'instruments electrònics, tots dos es proposaren de crear un instrument que oferís unes prestacions semblants a les del Fairlight però amb innovacions i solucions pròpies destinades a abaratir-ne el cost. Així va néixer la idea de l'Emulator, a mitjans de 1980. El primer model de l'Emulator va estar llest per a la seva presentació oficial a la fira NAMM (Califòrnia) quasi mig any després, el febrer de 1981. Stevie Wonder va provar-lo allà mateix i en quedà tan convençut que rebé el model amb el número de sèrie 001.
Les primeres versions de l'Emulator eren relativament simples, amb 2, 4 o (el més comú) 8 veus de polifonia, i funcions d'edició bàsiques. La seva freqüència de mostreig era de 27 kHz, amb una resolució de 8 bits. Posteriorment se li afegiren més elements, com un VCA per controlar l'amplitud del so, un filtre controlat per voltatge i un petit seqüenciador. Els últims models també disposaven de MIDI. Els primers models es venien a un preu de 10000 dòlars; a principis de 1982 E-mu llançà una nova versió que incorporava totes aquestes millores a un preu de 8000 dòlars. Si bé eren preus relativament alts, l'Emulator era considerablement més barat que els seus rivals (el Fairlight CMI i el Synclavier).
L'Emulator fou substituït el 1984 per l'Emulator II, que incorporava més funcions i més capacitat de memòria.

## Característiques tècniques
- Freqüència de mostreig: 27 kHz.
- Resolució: 8 bits.
- Teclat: 49 tecles.
- Filtre: VCF amb control de freqüència de tall.
- Amplificador: VCA.
- LFO: Control de vibrato.
- Seqüenciador digital de temps real.
- Control via MIDI.

## Alguns usuaris famosos de l'Emulator
- Depeche Mode
- Orchestral Manoeuvres in the Dark
- China Crisis
- Ultravox
- Stevie Wonder
- Vangelis
- Jean Michel Jarre
- ABC
- Damon Edge